# Mimudea flavinotata
Mimudea flavinotata is een vlinder van de familie van de grasmotten (Crambidae), uit de onderfamilie van de Spilomelinae. De wetenschappelijke naam van deze soort is voor het eerst voorgesteld door William Warren in een publicatie uit 1892.
De soort komt voor in Brazilië (Rio de Janeiro).